# Thomas Östros
Thomas Östros (n. Malmberget, 26 de janeiro de 1965) é um político sueco, do Partido Social-Democrata. Nasceu em 1965, na Suécia, em Malmberget , Norrbotten. Foi deputado do Parlamento da Suécia - o Riksdagen, em 1994-1996 e 1998-2012. Foi ministro com várias pastas no período 1996-2006: Ministro da Economia (2004-2006), Ministro da Educação (1998-2004) e Vice-ministro das Finanças (1996-1998).

Em 2012, Thomas Östros abandonou a vida política e passou a ser diretor executivo da associação dos bancos suecos (Svenska Bankföreningen).

Já em 2015, foi nomeado diretor do Fundo Monetário Internacional em Washington D.C..

É vice-presidente do Banco Europeu de Investimento desde 2020.